# Адам (име)
Адам је мушко библијско јеврејско (хебр. אדם) и арапско (арап. آدم) име, које се користи у Енглеској, Холандији, Чешкој, Пољској, Француској, Немачкој, Словачкој, Русији, Украјини, Румунији. Потиче из хебрејске речи која означава човека (мушкарца).
Према старом завету Адам је први човек кога је Бог створио од земље. Постоји и игра речима на хебрејском: אֲדָמָה, у преводу „Adamah“, односно „Земља“. У буквалном преводу са хебрејског, значење имена је „бити црвен (да буде црвен)“, што упућује на боју људске коже. Постоји и тумачење да ово име значи „сачињен од црвене земље“. На језику Асираца, ово име значи „направити“. Као енглеско хришћанско име, постало је често од средњег века, а учесталост се повећала након протестантске реформације у 16. веку.

## Популарност
Популарно је у многим земљама. Наведене су само неке:
| држава               | период        | ранг           |
| -------------------- | ------------- | -------------- |
| САД                  | 1970—2007.    | међу првих 70  |
| Белгија              | 2003—2007.    | међу првих 80  |
| Уједињено Краљевство | 1999—2007.    | међу првих 30  |
| Каталонија (Шпанија) | 1996—2003.    | међу првих 150 |
| Чешка                | 2006. и 2008. | 8. место       |
| Данска               | 2005—2007.    | међу првих 50  |
| Француска            | 1999—2006.    | међу првих 100 |
| Немачка              | 2007.         | 209. место     |
| Мађарска             | 2004—2007.    | међу првих 10  |
| Исланд               | 2001—2007.    | међу првих 70  |
| Нови Зеланд          | 1999—2007.    | међу првих 50  |
| Норвешка             | 2000—2008.    | међу првих 200 |
| Пољска               | 2004.         | 15. место      |
| Словенија            | 2000. и 2003. | међу првих 100 |
| Шпанија              | 2005—2006.    | међу првих 100 |
| Шведска              | 1998—2008.    | међу првих 30  |

На енглеском говорном подручју ово име се сматра добрим избором за прворођеног дечака у породици.

## Имендани
Имендани се славе истог дана 24. децембра у Пољској, Чешкој, Словачкој и Мађарској (мађ. Ádám), али се у Мађарској слави још и 9. септембра и у Пољској 6. априла. У Шведској се слави 23. децембра.

## Занимљивост
Насеље Адам постоји у Оману.